# Montmartre
Montmartre (v slovenščini [monmártər]; francoska izgovorjava: [mɔ̃maʁtʁ]) je grič, visok 130 m, v 18. okrožju na severu Pariza, na desnem bregu Sene. Po njem je poimenovana okoliška četrt. Znan je predvsem po umetniški zgodovini, po baziliki Srca Jezusovega (Sacré-Cœur) z belimi kupolami na njegovem vrhu in kot četrt nočnih klubov.
Druga cerkev na hribu, cerkev Saint Pierre de Montmartre, zgrajena leta 1147, je bila cerkev prestižnega samostana Montmartre. 15. avgusta 1534 so se sveti Ignacij Lojolski, sveti Frančišek Ksaverij in pet drugih spremljevalcev zaobljubili v mučeniški smrti sv. Dioniziju, 11 Rue Yvonne Le Tac, kar je bil prvi korak pri nastanku jezuitov.
Proti koncu 19. stoletja in na začetku 20. stoletja, v času Belle Époque, so številni umetniki živeli, delali ali imeli ateljeje na Montmartru ali okolici, med njimi Amedeo Modigliani, Claude Monet, Auguste Renoir, Edgar Degas, Henri de Toulouse-Lautrec, Suzanne Valadon, Piet Mondrian, Pablo Picasso, Camille Pissarro in Vincent van Gogh. Montmartre je tudi prizorišče številnih filmskih uspešnic.
Območje pokriva podzemna železnica s postajami linije 2 pri Barbès–Rochechouart, Anvers, Pigalle in Blanche, postajami linije 4 pri Château Rouge in Barbès–Rochechouart ter postajami linije 12 pri Pigalle, Abbesses, Lamarck–Caulaincourt in Jules Joffrin. Na Montmartre se lahko peljete tudi z vzpenjačo. Zgodovinska četrt, ki jo je leta 1995 ustanovilo mesto Pariz, meji na Rue Caulaincourt in Rue Custine na severu, Rue de Clignancourt na vzhodu ter Boulevard de Clichy in Boulevard de Rochechouart na jugu; obsega 60 ha.

## Etimologija
Toponim Mons Martis, latinsko za »Marsovo goro«, se je ohranil iz merovinškega obdobja, galiziran kot Montmartre.

## Zgodovina
Arheološka izkopavanja kažejo, da so bila pobočja Montmartra zasedena vsaj od galo-rimskih časov. Besedila iz 8. stoletja navajajo ime mons Mercori (gora Merkurja); besedilo iz 9. stoletja govori o gori Marsa. Pri izkopavanjih leta 1975 severno od cerkve Saint-Pierre so našli kovance iz 3. stoletja in ostanke velikega zidu. Prejšnja izkopavanja v 17. stoletju v Fontaine-du-But (2 rue Pierre-Dac) so odkrila ostanke rimskih term iz 2. stoletja.
Osamelec ima svoj poseben verski pomen zaradi besedila z naslovom Čudeži sv.Dionizija (Miracles of Saint-Denis), ki ga je pred letom 885 napisal Hilduin, opat samostana Saint-Denis, ki pripoveduje, kako je bil sv. Dionizij, krščanski škof, obglavljen na vrhu hriba leta 250 našega štetja po ukazu rimskega prefekta Fescennija Sisinija za oznanjevanje krščanske vere galsko-rimskim prebivalcem Lutecije. Po Hilduinu je Denis dvignil glavo in jo odnesel do fontaine Saint-Denis (na sodobni slepi ulici Girardon), nato pa se spustil po severnem pobočju hriba, kjer je umrl. Hilduin je zapisal, da je bila cerkev zgrajena »na mestu, ki se je prej imenoval Mont de Mars, nato pa po srečni spremembi 'Mont des Martyrs'«.
Leta 1134 je kralj Ludvik VI. kupil merovinško kapelo in na tem mestu zgradil cerkev Saint-Pierre de Montmartre, ki še vedno stoji. Ustanovil je tudi kraljevi samostan Montmartre, samostan benediktinskega reda, katerega stavbe, vrtovi in polja so zasedali večino Montmartra. Zgradil je tudi majhno kapelo, imenovano Martyrium, na mestu, kjer so verjeli, da je bil dv. Dionizij obglavljen. Postalo je priljubljeno romarsko mesto. V 17. stoletju je bil na tem mestu zgrajen samostan, imenovan abbaye d'en bas, leta 1686 pa ga je zasedla skupnost redovnic.
Samostan je bil uničen leta 1790 med francosko revolucijo, samostan pa so porušili, da bi ustvarili prostor za rudnike sadre. Cerkev Saint-Pierre je bila rešena. Na mestu, kjer je bila kapela mučencev (danes 11 rue Yvonne-Le Tac), so leta 1855 zgradili oratorij, ki je bil obnovljen leta 1994.
Do 15. stoletja je bilo na severnem in severovzhodnem pobočju hriba mesto vasi, obdano z vinogradi, vrtovi in nasadi breskev in češenj. Na zahodnem pobočju so leta 1529 postavili prve mline, ki so mleli pšenico, ječmen in rž. Nekoč je bilo trinajst mlinov, čeprav sta do poznega 19. stoletja ostala le dva.
Med obleganjem Pariza leta 1590, v zadnjem desetletju francoskih verskih vojn, je Henrik IV. postavil svoje topništvo na vrh Montmartra, da bi streljal na mesto. Obleganje je nazadnje propadlo, ko se je približala velika pomoč in prisilila Henrika, da se je umaknil.
Leta 1790 je bil Montmartre tik pred mejami Pariza. Tistega leta je pod revolucionarno vlado nacionalne ustavodajne skupščine postal občina Montmartre z mestno hišo na kraju du Tertre, mestu nekdanjega samostana. Glavni posli občine so bili pridelava vina, kamnolomi in rudniki sadre. Kopanje sadre se je začelo v galsko-rimskem obdobju, najprej v rudnikih na prostem, nato pod zemljo in se je nadaljevalo do leta 1860. Sadro so rezali v bloke, jih pekli, nato zmleli in dajali v vreče. Prodana kot montmartarit, je bila uporabljena za omet zaradi svoje odpornosti na ogenj in vodo. Med 7. in 9. stoletjem je bila večina sarkofagov, najdenih na starodavnih najdiščih, narejenih iz ulitega mavca. V sodobnem času so rudarili z eksplozivi, ki so tla pod rovom prerezali s tuneli, zaradi česar so bila tla zelo nestabilna in težka za gradnjo. Gradnja bazilike Sacré-Cœur je zahtevala izdelavo posebnega globokega temelja z vodnjaki, ki so se spustili 40 metrov pod zemljo, da bi strukturo držali na mestu. Fosilni zob, najden v enem od teh rudnikov, je Georges Cuvier identificiral kot izumrlega kopitarja, ki ga je poimenoval Palaeotherium, »starodavna žival«. Njegova skica celotne živali iz leta 1825 se je ujemala z okostjem, ki so ga odkrili pozneje.

### 19. stoletje
Ruski vojaki so med bitko za Pariz leta 1814 zasedli Montmartre. Višino hriba so izkoristili za topniško obstreljevanje mesta.
Montmartre je ostal zunaj mestnih meja Pariza do 1. januarja 1860, ko je bil priključen mestu skupaj z drugimi skupnostmi (faubourgi), ki obdajajo Pariz, in postal del 18. okrožja Pariza.
Leta 1871 je bil Montmartre kraj začetka revolucionarnega upora Pariške komune. Med francosko-prusko vojno je francoska vojska v parku na vrhu hriba, blizu mesta, kjer je danes bazilika, shranila veliko število topov. 18. marca 1871 so vojaki francoske vojske skušali z vrha hriba odstraniti top. Blokirali so jih pripadniki politično radikalizirane pariške nacionalne garde, ki so ujeli in nato ubili dva generala francoske vojske ter postavili revolucionarno vlado, ki je trajala dva meseca. Višine Montmartra je francoska vojska s hudimi boji ponovno zavzela konec maja 1871, med tem, kar je postalo znano kot Semaine Sanglante ali »krvavi teden«.
Leta 1870 je nova vlada Tretje republike imenovala bodočega francoskega premierja med prvo svetovno vojno Georgesa Clemenceauja za župana 18. okrožja, vključno z Montmartrom, izvoljen pa je bil tudi v državno skupščino. Clemenceau, član radikalne republikanske stranke, je neuspešno poskušal najti miren kompromis med še bolj radikalno Pariško komuno in bolj konservativno francosko vlado. Komuna ga ni hotela priznati za župana in je zasegla mestno hišo. Kandidiral je za mesto v svetu Pariške komune, a prejel manj kot osemsto glasov. V Komuni ni sodeloval in je bil zunaj mesta, ko je Komuno zatrla francoska vojska. Leta 1876 je bil ponovno izvoljen za namestnika Montmartra in 18. okrožja.
Bazilika Sacré-Cœur je bila zgrajena na Montmartru od 1876 do 1919, financirana z javnimi sredstvi kot gesta za odpravo trpljenja Francije med francosko-prusko vojno. Njena bela kupola je zelo vidna znamenitost v mestu, blizu nje pa umetniki vsak dan postavljajo svoja stojala med mize in pisane senčnike place du Tertre.
Do 19. stoletja je bil osamelec znan po svojih kavarnah, guinguettes (pivnica) z javnimi plesi in kabaretih. Le Chat Noir na 84 boulevard de Rochechouart je leta 1881 ustanovil Rodolphe Salis in je postal priljubljeno zbirališče pisateljev in pesnikov. Skladatelj Erik Satie je tam služil z igranjem klavirja. Moulin Rouge na 94 boulevard de Clichy sta leta 1889 ustanovila Joseph Oller in Charles Zidler; postal je rojstni kraj francoskega kankana. Umetniki, ki so nastopali v kabaretih na Montmartru, so bili Yvette Guilbert, Marcelle Lender, Aristide Bruant, La Goulue, Georges Guibourg, Mistinguett, Fréhel, Jane Avril in Damia.

## Umetniki se zbirajo
V obdobju Belle Époque od 1872 do 1914 je na Montmartru živelo in delalo veliko umetnikov, ker so bile najemnine nizke in vzdušje prijetno. Auguste Renoir je leta 1876 najel prostor na 12 rue Cortot, da bi naslikal Ples v Le Moulin de la Galette, ki prikazuje ples na Montmartru v nedeljo popoldne. Maurice Utrillo je živel na istem naslovu od 1906 do 1914, Raoul Dufy pa je tam delil atelje od 1901 do 1911. Stavba je zdaj Musée de Montmartre. Pablo Picasso, Amedeo Modigliani in drugi umetniki so v letih 1904–1909 živeli in delali v stavbi, imenovani Le Bateau-Lavoir, kjer je Picasso naslikal eno svojih najpomembnejših mojstrovin, Avignonske gospodične (Les Demoiselles d'Avignon). V soseščini je živelo več skladateljev, vključno z Erikom Satiejem. Večina umetnikov je odšla po izbruhu prve svetovne vojne, večina jih je odšla v četrt Montparnasse.
Ustanovljena so bila umetniška združenja, kot sta Les Nabis in Incohérents, in posamezniki, med njimi Vincent van Gogh, Pierre Brissaud, Alfred Jarry, Jacques Villon, Raymond Duchamp-Villon, Henri Matisse, André Derain, Suzanne Valadon, Edgar Degas, Henri de Toulouse-Lautrec, Théophile Steinlen in afroameriški izseljenci, kot je Langston Hughes, so delali na Montmartru  in so črpali nekaj navdiha iz tega območja.
Zadnji izmed boemskih montmartrskih umetnikov je bil Gen Paul (1895–1975), rojen na Montmartru in Utrillov prijatelj. Paulove kaligrafske ekspresionistične litografije, ki včasih spominjajo na sam slikoviti Montmartre, veliko dolgujejo Raoulu Dufyju.
Med zadnjimi boemskimi zbirališči v soseski je bil R-26, umetniški salon, ki so ga obiskovali Josephine Baker, Le Corbusier in Django Reinhardt. Njegovo ime je obeležil Reinhardt v svoji pesmi iz leta 1947 R. vingt-six.

## Montmartre danes
V Rue Saint-Vincent je majhen vinograd, ki nadaljuje tradicijo pridelave vina v Île de France; daje približno 500 litrov na leto.
Musée de Montmartre je v hiši, kjer sta slikarja Maurice Utrillo in Suzanne Valadon živela in delala v studiih v drugem nadstropju. Hiša je bila prvi naslov Augusta Renoirja na Montmartru. Skozi prostore so se gibale številne druge osebnosti. Dvorec v vrtu zadaj je najstarejši hotel na Montmartru in eden njegovih prvih lastnikov je bil Claude de la Rose, igralec iz 17. stoletja, znan kot Rosimond, ki ga je kupil leta 1680. Claude de la Rose je bil igralec, ki je zamenjal Molièra in ki je tako kot njegov predhodnik umrl na odru.
V bližini podnevi in ponoči turisti obiskujejo znamenitosti, kot sta Place du Tertre in kabaret du Lapin Agile, kjer so umetniki delali in se zbirali. Številni znani umetniki, kot sta slikar in kipar Edgar Degas in filmski režiser François Truffaut, so pokopani v Cimetière de Montmartre in Cimetière Saint-Vincent. Espace Dalí blizu vrha hriba prikazuje dela nadrealističnega umetnika Salvadorja Dalíja. Montmartre je uradno določeno zgodovinsko okrožje z omejenim razvojem, da se ohrani njegov zgodovinski značaj.
Funiculaire de Montmartre, tirna železnica, ki jo upravlja RATP, se vzpenja na hrib z juga, medtem ko avtobus Montmartre kroži po hribu.
Navzdol proti jugozahodu je četrt rdečih luči Pigalle. To območje je danes znano predvsem po najrazličnejših trgovinah, specializiranih za instrumente za rock glasbo. Obstaja tudi več koncertnih dvoran, ki se uporabljajo tudi za rock glasbo. Dejansko je gledališče Moulin Rouge tudi v Pigallu, blizu postaje podzemne železnice Blanche.

## V popularni kulturi

### Film
- Heart of a Nation (izdan 1943) prikazuje družino, ki prebiva na Montmartru od 1870 do 1939.
- Amerikanec v Parizu (1951) z Genom Kellyjem in Leslie Caron je bil dobitnik oskarja za najboljši film leta 1951. Številni pomembni prizori, vključno z zadnjimi, so postavljeni na Montmartre (večji del filma je bil posnet v Hollywoodu). ).
- Moulin Rouge (1952), pripoveduje zgodbo o življenju in izgubljenih ljubeznih slikarja Henrija de Toulouse-Lautreca.
- Francoski kankan (1954), francoska glasbena komedija z Jeanom Gabinom in Marío Félix, se dogaja na Montmartru in pripoveduje zgodbo o Moulin Rougeu in izumu slavnega plesa. Režiser Jean Renoir je bil sin slikarja Augusta Renoirja, ki je nekaj časa živel na Montmartru.
- Velika dirka (1965), prikazuje profesorja Fatea v Hannibalu 8, ki se po napačnem zavoju vozi po stopnicah bazilike, medtem ko dirka proti Eifflovemu stolpu.
- Celine in Julie gresta na čolnari (1974), se začne z lovom po Montmartru.
- C'était un rendez-vous (1976), devetminutna hitra vožnja skozi Pariz do točke srečanja na Montmartu.
- Ronin (1998): Zunaj kavarne na začetku in koncu.
- Amélie (2001): zgodba o mladi Parižanki, ki je odločena pomagati drugim in najti svojo pravo ljubezen, je postavljena na Montmartre in vključuje ključni prizor v vrtovih pod baziliko.
- Moulin Rouge! (2001): glasbeni film, postavljen na Montmartre, govori o nočnem klubu in mladem pisatelju (Ewan McGregor), ki se zaljubi v ugledno kurtizano (Nicole Kidman).
- Remake (2003): Bosanski vojni film pripoveduje vzporedne zgodbe o odraščanju očeta, ki med drugo svetovno vojno živi v Sarajevu, in njegovega sina, ki preživlja obleganje Sarajeva med bosansko vojno. Del filma je bil posnet v Parizu, pomemben prizor pa se odvija na Montmartru. V filmu igrata François Berléand in Évelyne Bouix.
- La Môme (2007) (La vie en rose): pripoveduje o življenju francoske pevke Édith Piaf, ki so jo odkrili med petjem v Pigallu, ki meji na Montmartre.
- Dan Bastilje (2016) se začne z žeparjem (glavnim antagonistom), ki okrade na stopnicah pred Sacré-Cœur s sostorilcem.
- Beauty and the Beast (2017): igrana različica animiranega filma iz leta 1991 v živo. Film prikazuje prizor, v katerem se Belle (Emma Watson) in Beast (Dan Stevens) čarobno preneseta na zapuščeno podstrešje mlina na veter na vrhu Montmartra.

### Glasba
- V La Bohème pesmi pevca in tekstopisca Charlesa Aznavourja iz leta 1965, se slikar spominja svojih mladostnih let na Montmartru, ki je zanj prenehal obstajati: »Ne prepoznam več / Ne zidov ne ulic / Tega sem videl svojo mladost/Na vrhu stopnišča/Iščem svoj atelje/Od katerega ni nič preživelo/V svoji novi dekorji/Montmartre se zdi žalosten/In lila je mrtva.« Pesem je slovo od tistega, kar so bili, po Aznavourju, zadnji dnevi Montmartra kot prizorišča boemske dejavnosti.

### Video igre
- V mobilni igri Mario Kart Tour (2019) je Montmartre opazna znamenitost, ki se pojavlja v ozadju proge Pariška promenada.

## Znamenitosti
- Place du Tertre, znan po umetnikih, ki slikajo turiste za užitek in denar
- Kraj Bateau-Lavoir, nekdanji dom in atelje številnih znanih umetnikov, vključno s Pablom Picassom
- Hiša Dalida v Rue d'Orchampt
- Place Dalide
- Place Pigalle in Moulin Rouge na jugu
- Marché Saint-Pierre, območje prodajalcev blaga, na jugovzhodu
- Delavska okrožja s skupnostmi priseljencev: Barbès (Magreb) na jugovzhodu, Château Rouge na vzhodu
- Boulevard de Rochechouart (postaje podzemne železnice: Anvers in Pigalle) s koncertnimi dvoranami (La Cigale, L'Elysée-Montmartre, Le Trianon, La Boule Noire), ki jih navdihujejo kabareti iz 19. stoletja
- Pokopališče Cimetière de Montmartre
- ulica Rue Lepic s kavarno Les Deux Moulins, ki je zaslovela s filmom Le Fabuleux Destin d'Amélie Poulain iz leta 2001
- Hiša Erika Satieja
- Place Marcel-Aymé, kraj umetniškega salona R-26 in kipa Le passe muraille
- Le Chat noir in kabareti Lapin Agile, katerih naročniki na začetku 20. stoletja so bili predvsem francoski umetniki
- Moulin de la Galette
- Vzpenjača Montmartre, tirna vzpenjača, ki se uporablja namesto stopnic za vzpon na najvišji del hriba
- Place Émile-Goudeau, kjer je bil Bateau-Lavoir dom in atelje mnogih velikih slikarjev
- Place Jean-Marais
- Espace Dalí, muzej, posvečen številnim nadrealističnim mojstrovinam
- Zid ljubezni na vrtnem trgu Jehan Rictus
- Mučeništvo sv. Dionizija